# Бєлиничі
Бєли́ничі або Білиничі (біл. Бялынічы) — місто в Могильовській області Білорусі. Адміністративний центр Бєлиницького району. Лежить на річці Друть, за 36 км на захід від Могильова на автошляху Мінськ — Могильов. Населення селища становить 10 220 осіб (2016 р.). Бєлиницький костел і монастир кармелітів.

## Історія

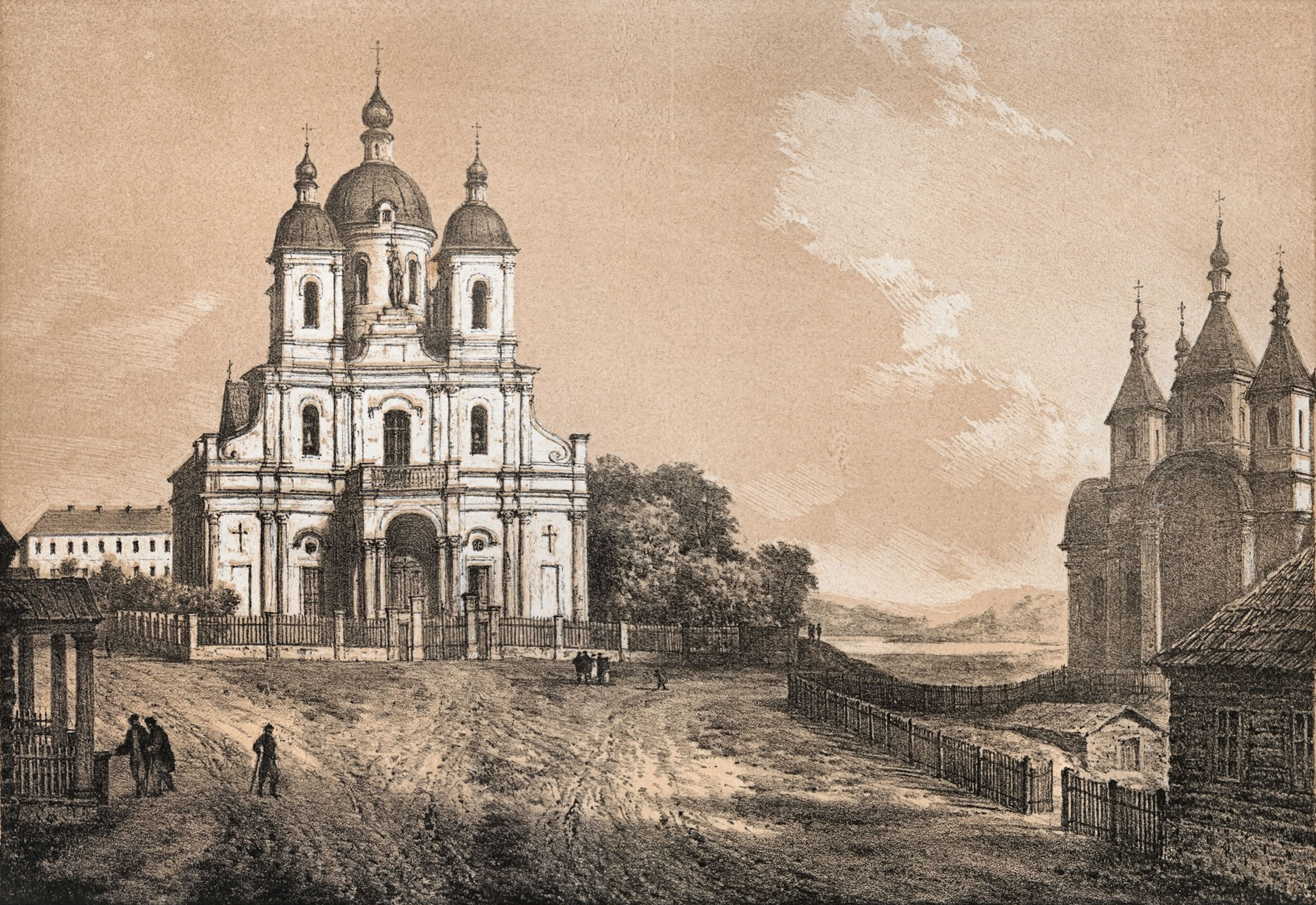
Церква в Бєлиничах (малюнок Наполеона Орди)

### Стародавній період
Територія району була заселена людьми ще в мезоліті (9-5 тисяч років до н. е.). В V—X сторіччях н. е. тут розселилися слов'янські племена дреговичів.
В середні віки бєлиницька земля входила до складу Полоцького князівства. 1071 року біля містечка Головчин сталася битва між Полоцьким князем Всеславом Брячиславичем і Ярополком Ізяславичем, князем Волинським і Туровським.
У другій половині XII століття бєлиницька земля увійшла до складу Друцького князівства.
Белиничі ж, як село в Оршанському повіті Вітебського воєводства Великого князівства Литовського, відомі з середини XVI сторіччя. Найперша згадка про Бєлиничи відноситься до XVI сторіччя, коли Великий гетьман Литовський Лев Сапега придбав їх у власність. Є також численні легенди, що Бєлиничі виникли в XII сторіччя. За однією з легенд, поселення засноване слов'янином Бєлином або його синами і нащадками — бєлиничанами. Згідно з іншою легендою, заснування поселення 1240 року пов'язано з чудовим сяйвом посеред ночі (Бєлиничі — «білі ночі») святого образу Богородиці, принесеного на землі Білорусі київськими монахами (на гербі Бєлиничів зображена Божа Матір з немовлям на руках в золотих одежах).
1577 року Бєлиничі в складі маєтку Тетерін, що належав князю Стефану Збаразькому, який заснував тут замок (Бєлагородок) і містечко. Після смерті Збаразького 1585 року, містечко перейшло його доньці Барбарі, яка на початку XVII сторіччя продала частину Бєлиничів своєму вітчиму, канцлеру великому Литовському Льву Івановичу Сапізі.
На початку XVII ст. Сапігами в Бєлиничах був побудований кармелітський монастир з костелом, який згодом став великим центром релігійного життя східної Білорусі. З 1624 по 1653 рік при монастирі працювала друкарня, пізніше — граверний цех.
4 жовтня 1634-го місту Бєлиничі було дано магдебурзьке право і затверджений герб, згодом втрачений.
В ході війни між Московією і Річчю Посполитою литовсько-білоруські війська під командуванням Януша Радзивіла 6 жовтня 1654 року на території району розбили козаків під проводом Костянтина Поклонського і Івана Золотаренка.
В 1654—1667 роках Бєлиничі були зайняті російськими військами. На підставі Андрусівського перемир'я 1667 року місто було повернуто Речі Посполитої.

### XVIII сторіччя
В 1756—1761 роках кармеліти звели в Бєлиничах великий кам'яний костел, прикрашений фресками.
В середині XVIII сторіччя, у бєлиницькому маєтку К. Т. Огинського, був закладений регулярний парк, збережена частина якого є пам'ятником садово-паркового мистецтва.
1761 року княгиня Олена придбала для бєлиницького костелу кармелітів чудотворну ікону Діви Марії, яка поклала початок масовому паломництву віруючих, містечко стали називати «Руською Чанстаховою». У другій половині XVIII століття в Бєлиничах діяв невеликий жіночий кляштор маріавіток, де був пансіонат для шляхетських доньок.
У XVIII сторіччі через Бєлиничі проходив торговельний шлях, який пов'язував центр Білорусі та Росії, у містечку діяв митний пункт, підвладний головній митниці в Могильові.
1772 року Після 1-го розділу Речі Посполитої Бєлиничі були приєднані до Російської імперії і увійшли до складу Могильовського повіту. 1785 року в місті налічувалося 831 житель, було 108 дворів, працював млин, проводилися 4 ярмарки на рік.

### XIX сторіччя
У Вітчизняну війну 1812 року Бєлиничі звільняли від французів партизани Дениса Давидова. За звільнення Бєлиничей Д. Давидов був нагороджений орденом Святого Георгія 4-го ступеня.
Зі спогадів підполковника Дениса Давидова:
|  | Містечко Бєлиничі, що належить князю Ксаверію Огінському, лежить на підвищеному березі Друци, що тече з півночі на південь. По дорозі від Шклову представляється плоске і широке поле. За містечком — один міст через Друце, досить довгий, тому що берега її [річки] болотисті. За мостом, на шляху до містечка Есмонів, часті пагорби, що вкриті лісом; від Есмонів до Березини ліс майже безперервний…. В цій справі ми оволоділи магазином і шпиталем в Бєлиничах. В першому знайдено чотири сотні чвертей жита, сорок чвертей пшениці, двісті чвертей гречки і п'ятдесят чвертей коноплі, а в останньому взяли двісті дев'яносто хворих чоловік і п'ятнадцять лікарів. Взято одного підполковника, чотирьох капітанів і сто дев'яносто двох рядових, увесь обоз і сто вісімдесят рушниць. Оригінальний текст (рос.) Местечко Белыничи, принадлежащее князю Ксаверию Огинскому, лежит на возвышенном берегу Друцы, имеющей течение своё с севера к югу. По дороге от Шклова представляется поле плоское и обширное. За местечком — один мост чрез Друцу, довольно длинный, потому что берега оной болотисты. За мостом, на пути к местечку Эсмонам, частые холмы, покрытые лесом; от Эсмонов до Березины лес почти беспрерывный…. В сём деле мы овладели магазином и гошпиталем в Белыничах. В первом найдено четыреста четвертей ржи, сорок четвертей пшеницы, двести четвертей гречихи и пятьдесят четвертей коноплей, а в последнем взяли двести девяносто человек больных и пятнадцать лекарей. Взят один подполковник, четыре капитана и сто девяносто два рядовых, весь обоз и сто восемьдесят ружей. |

1823 року в Бєлиничі проживало 556, а 1827-го — 1085 жителів.
1859 року під час великої пожежі майже всі міські будівлі і костел згоріли.
1861 року в Бєлиничах проживало 1945 жителів.
1864 року в Бєлиничах відкрито двокласне народне училище.
1876 року бєлиницький католицький кляштор перетворено на православний чоловічий монастир.
1880 року в містечку було 3 православні церкви (з них 2 кам'яні), 3 молитовні школи, лікарня, аптека, винокурня (з 1895 року з паровою машиною), цегляне підприємство, млин, круподерка. У 100 господарствах містечковців пряли льон і прядиво, виготовляли тканини. Частина жителів займалися ковальським і швейним промислами.
1897 року в Бєлиничах проживало 2 215 жителів.

### XX сторіччя
1909 року в Бєлиничах відкрилася перша бібліотека.
У листопаді 1917 року в Бєлиничах встановлена Радянська влада і створена волосна селянська Рада.
17 липня 1924 року утворений Бєлиницький район в складі БССР. 1924 року організовані перші колгоспи: «Нова Соколовка», «Чырвоны бор», «Араты». 1927 року створена метеорологічна станція. 1928 року почала діяти електротурбіна, містечко отримало електрику. З 1931 року стала видаватися перша бєлиницька газета — «Красные коллективист».
27 вересня 1938 року Бєлиничі отримали статус міського селища.

### Німецько-радянська війна
На початку липня 1941 року Бєлиничі перебували на напрямку головного удару 2-ї танкової групи нацистських військ. 6 липня 1941 року були окуповані нацистськими загарбниками.
У серпні 1941 року в Бєлиницькому районі були утворені перші партизанські загони № 113, 121 і 600, які діяли протягом усієї німецько-радянської війни. Також в селищі діяло Бєлиницьке патріотичне підпілля.
У листопаді 1942 року партизанські загони об'єдналися в 6-у Бєлиницьку бригаду в складі Клічевського оперцентру.
У ніч на 11 вересня 1943 року партизанами і підпільниками був розгромлений нацистський гарнізон в Бєлиничах.
29 червня 1944 року військами 49 армії 2-го Білоруського фронту Бєлиничі були звільнені.
За час окупації нацистами було розграбовано і знищено майно підприємств і організацій Бєлиницького району, спалено живими, розстріляно і замордовано 3315 мирних жителів. Долю Хатині розділило село Стефаново — спалено нацистами разом з 96 жителями. На бєлиницькій землі полягли смертю хоробрих капітан Б. Л. Хігрін, партизани Л. Д. Лорченков, майор О. М. Касаєв, старший лейтенант С. Г. Терешкевич. Усім їм було присвоєно звання Героя Радянського Союзу.

### XXI сторіччя
26 лютого 2016 року у підставі статті 14 Закону Республіки Білорусь від 5 травня 1998 року «Про адміністративно-територіальний устрій Республіки Білорусь» в редакції Закону Республіки Білорусь від 7 січня 2012 року і з урахуванням думки громадян районна Рада депутатів шляхом відкритого голосування, при одному голосі «проти» і одному «утримався», вирішила внести до Могильовської обласної Ради депутатів пропозицію щодо віднесення міського селища Бєлиничі до категорії міст районного підпорядкування зі збереженням за ним колишнього найменування.
19 грудня 2016 року селище міського типу перетворено в місто районного підпорядкування.

## Геральдика
2002 року селище Бєлиничі отримало свідоцтво про державну реєстрацію своїх герба і прапора. «На блакитному полі герба зображена покровителька селища — Бєлиницька Божа Матір з немовлям в золотий одязі». Автор герба — викладач образотворчого мистецтва районної дитячої художньої школи Лариса Журавовіч.

## Відомі уродженці і жителі
- Батракова Наталя Миколаївна (* 1964) — уродженка Бєлиничів, письменниця, автор популярних романів.
- Китаєв Микола Трохимович — Герой Радянського Союзу, льотчик, що збив 27 літаків ворога особисто і 8 — в групових боях. Жив в Бєлиничах.
- Малюшицький Микола Кирилович (1872—1929) — білоруський і український агрохімік. Академік АН БРСР.
- Свидинський Володимир Іванович — уродженець Бєлиничів, що став Героєм Радянського Союзу в боях за Дніпро.
- Юшкевич Михайло Купріянович (1899—1952) — радянський військовий діяч, Генерал-майор (1941 рік). Уродженець Бєлиничей.
- Снитко Валеріан Опанасович (1939 р.н.) — географ, член-кореспондент РАН, почесний член Російського географічного товариства. Уродженець Бєлиничів.
- Ешель Сара (שרה אשל) (2002—1918) — ізраїльський дитячий письменник.

Бєлиницький район — батьківщина народного художника БРСР і РРФСР В. Бялиніцького-Бірулі (його ім'ям названо мистецький музей в місті), народного артиста БССР і СРСР Г. Овсянникова, заслуженого артиста БССР В. Роговцова.
У Бєлиничах народилися російський поет В'ячеслав Казакевич, прозаїк Наталя Батракова, контр-адмірал Юрій Іванович Оріхівський.

## Міське планування

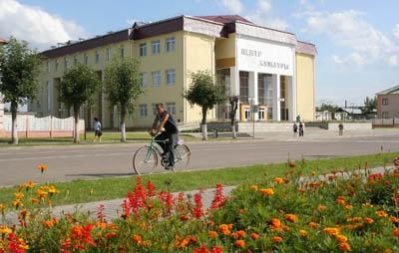
Центр Бєлиничів

Бєлиничі розвиваються відповідно до генерального плану і проектами детального планування центру. Головна вісь селища забудована 1—2-поверховими будинками, створений мікрорайон з 3—5-поверховою житловою забудовою.
Діють хлібозавод, сирзавод «Бабушкина крынка», інші підприємства.
Є дві середні школи, школа-інтернат, школа мистецтв. Працюють Центр культури, 2 бібліотеки, мистецький музей ім. В. Бялиніцького-Бірулі. Видається газета «Зара над Друццю».
У селищі є братські могили радянських воїнів і партизанів, жертв фашизму. Поставлені пам'ятники: В. Бялиніцькому-Бірулі, Визволення, землякам.

## Промисловість
Провідне місце в промисловості селища Бєлиничі займає цех з виробництва сирів «Белыничский» ВАТ «Бабушкина крынка» (питома вага в загальному обсязі продукції — 86,8 %), темп зростання по промислової продукції 159 %, по споживчим товарам (питома вага 94,1 %) — 112,3 %.
Види продукції, що випускається: сир жирний твердий — 17 найменувань, масло тваринне — 5 найменувань.

## Транспорт

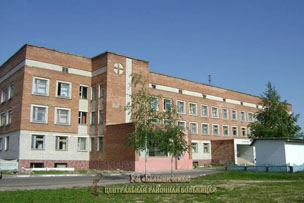
Бєлиницька центральна районна лікарня

Транспортні послуги надає РУДБАП «Автомобільний парк № 7». Функціонують 11 приватних таксі.

## Охорона здоров'я
- УЗ «Бєлиницька ЦРЛ»
- УЗ «Бєлиницький районний центр гігієни та епідеміології»